# Kharābeh-ye Senjī
Kharābeh-ye Senjī (persiska: خَرابِۀ سِنجی, خرابه سنجی, خَرابِه) är en ort i Iran.   Den ligger i provinsen Västazarbaijan, i den nordvästra delen av landet, 600 km väster om huvudstaden Teheran. Kharābeh-ye Senjī ligger 1 742 meter över havet och antalet invånare är 681.
Terrängen runt Kharābeh-ye Senjī är kuperad.Runt Kharābeh-ye Senjī är det ganska tätbefolkat, med 185 invånare per kvadratkilometer. Närmaste större samhälle är Nūshīn Shar, 14,4 km öster om Kharābeh-ye Senjī. Trakten runt Kharābeh-ye Senjī består i huvudsak av gräsmarker.